# 新兴场站
新兴场站是位于四川省广汉市新兴场乡的一个铁路车站，邮政编码618300。车站建于1955年，有宝成铁路经过该站，现已撤销拆除。车站及其上下行区间均已电气化。车站距离宝鸡站619公里，原隶属成都铁路局，为四等站。